# Kimberly Akimbo
Kimberly Akimbo è un musical del 2021 con partitura di Jeanine Tesori e libretto di David Lindsay-Abaire, già autore dell'omonima commedia del 2001 da cui il musical è tratto.

## Trama
Kimberly Levaco è una liceale affetta da una malattia simile alla progeria, a causa della quale invecchia precocemente e all'età di quindici anni sembra già una donna di mezz'età. La sua famiglia fatica a convivere con la salute precaria della figlia e, a complicare le cose, la madre Pattie è nuovamente incita. Kimberly fa amicizia con il timido compagno di classe Seth, ossessionato dagli anagrammi, e i due vengono coinvolti nel piano di Debra (la zia di Kimberly) per commettere una frode bancaria.

## Brani musicali
Atto I
- "Skater Planet" - Aaron, Delia, Martin, Teresa, Seth, Kimberly
- "Hello, Darling" - Pattie
- "Make a Wish" - Kimberly
- "Skater Planet (reprise #1)" - Aaron, Delia, Martin, Teresa
- "Anagram" - Seth, Kimberly, Company
- "Better" - Debra, Kimberly, Company
- "Hello, Darling (reprise)/Father Time" - Pattie
- "Happy For Her" - Buddy
- "Anagram (reprise)" - Kimberly
- "This Time" - Company

Atto II
- "How to Wash a Check" - Debra, Kimberly, Seth, Aaron, Delia, Martin, Teresa
- "Good Kid" - Seth
- "Hello, Baby" - Buddy
- "Skater Planet (reprise #2)" - Aaron, Delia, Martin, Teresa, Seth
- "Our Disease" - Kimberly, Seth, Aaron, Delia, Martin, Teresa
- "The Inevitable Turn" - Pattie, Buddy, Debra, Aaron, Delia, Martin, Teresa
- "Now" - Seth, Kimberly
- "How to Wash a Check (reprise)" - Debra, Aaron, Delia, Martin, Teresa
- "Before I Go" - Kimberly, Buddy, Pattie
- "Hello, Sister" - Kimberly, Seth
- "Great Adventure" - Cast

## Storia degli allestimenti
Il musical ha avuto la sua prima nell'Off-Broadway l'8 dicembre 2021 ed è rimasto in cartellone all'Atlantic Theater Company fino al 15 gennaio successivo. Jessica Stone curava la regia, mentre il cast era composto da: Victoria Clark (Kimberly), Justin Cooley (Seth), Steven Boyer (Buddy), Alli Mauzey (Pattie), Bonnie Milligan (Debra), Olivia Elease Hardy (Delia), Fernell Hogan II (Martin), Michael Iskander (Aaron) e Nina White (Teresa). Kimberly Akimbo è stato accolto positivamente dalla critica e ha vinto il Drama Desk Award, l'Outer Critics Circle Award, il New York Drama Critics' Circle e il Lucille Lortel Award per il miglior musical.
Forte del successo ottenuto nell'Off-Broadway, Kimberly Akimbo è stato riproposto al Booth Theatre di Broadway con lo stesso cast dal 12 ottobre 2022; ancora una volta lo show è stato accolto positivamente dalla critica, vincendo anche cinque Tony Award: al miglior musical, al miglior libretto (Lindsay-Abaire), alla migliore colonna sonora originale (Tesori & Lindsay-Abaire), alla migliore attrice protagonista in un musical (Clark) e alla migliore attrice non protagonista in un musical (Milligan). Altrettanto positiva è stata la reazione del pubblico, tanto il musical è rimasto in scena per ben oltre seicento rappresentazioni prima di concludere le repliche a Broadway nell'aprile 2024.